# 親の顔
『親の顔』(おやのかお)は、立川志の輔作の新作落語である。志の輔がプロになってから初めて創作した落語でもある。現代落語だが、登場人物の名前が八五郎であるなど、古典の要素もちらほら含まれている。

## あらすじ
冬のある日、ご隠居のところに、友人の八五郎がやって来る。なんでも八っつぁんは、息子の金太の学校から呼び出しを食らったらしい。訳を聞くと、一枚の答案を差し出される。その答案は、100点満点で5点というとんでもないものだった。また、誤答の内容も「太郎くんと次郎くんがそれぞれ1/2、1/3ずつ草むしりをしたら、草はどれだけ残るでしょう」という問いに対して、「やってみなけりゃわからない」といった、トンチンカンどころじゃ済まないようなものであった。原因がコレであることは、火を見るよりも明らかだった。しかし、八っつぁんとしては、なぜそれで自分が呼び出しを食らうのかが理解できずにいるようだった。そこで、半七が「昔からの諺でよく言うように『親の顔が見てみたい』てやつなんだろう」と言うと、八っつぁんは納得し、「それなら早く顔だけを先生に見せて帰ってこよう」とやっと学校へ向かう決意をする。
教師・親・金太の三人による三者面談が始まった。八っつぁんが「なぜこんな解答をしたのか」と金太を問い詰めている。すると、金太は、いずれの誤答にもあながち間違いとは言い切れないのではないかと思わせるような屁理屈を言ってくる。それで、次第に八っつぁんも金太が正しいように思えてきてしまう。そんなわけで、金太の点数は、どんどん上昇する。実はこの面談は、「親である八五郎がこの答案を見て、金太を怒鳴り散らすんじゃないかと言うことが心配になり、世の中正解だけが全てではない。もっと子供の幅のある思想を大事にしてやるべきだ」ということを八五郎に伝えるために先生がしたことだった。しかし、八五郎の思想には、それ以上の幅があるのだと思い知ったため、先生は八五郎にもう帰ってもいいが、その代わり「八五郎の親に会わせて欲しい」とお願いをする。八五郎が訳を尋ねると、先生は八五郎の親の顔が見てみたいとのことだった……。